# Janvier 1996

## Événements

### Lundi1erjanvier 1996
- Saint-Christophe-et-Niévès : Sir Cuthbert Sebastian prend ses fonctions de Gouverneur général.

### Vendredi5 janvier 1996
- Algérie : le nouveau Premier ministre, Ahmed Ouyahia présente son gouvernement.

### Dimanche7 janvier 1996
- Guatemala : l'élection finale pour la présidence est remportée par l'ancien ministre des Affaires étrangères Álvaro Arzú avec 51,2 % des voix contre 48,8 % pour son adversaire Alfonso Portillo.

### Lundi8 janvier 1996
- France : Mort du Président de la République française Monsieur François Mitterrand (né le 26 octobre 1916 - mort le 8 janvier 1996) ayant assuré un mandat pendant deux septennats.
- Mort de l'écrivain Paul Vialar.

### Vendredi12 janvier 1996
- France : en Corse, une conférence de presse clandestine nocturne du FLNC Canal Historique à Tralonca, annonçant une trêve,  rassemble environ 600 militants encagoulés et armés, ce qui provoque une polémique sur le laisser-faire des forces de l'ordre stationnées à proximité[1].

### Samedi20 janvier 1996
- Palestine : Yasser Arafat est élu aux élections générales

### Mardi23 janvier 1996
- États-Unis : discours sur l'état de l'Union. Bill Clinton rappelle au Congrès que « l’indice de la misère » n’a jamais été aussi bas.

### Jeudi25 janvier 1996
- Patrick Bernardini remporte le Rallye automobile Monte-Carlo.

### Vendredi26 janvier 1996
- États-Unis : scandale Whitewater. Hillary Clinton doit déposer sous serment devant la justice.

### Samedi27 janvier 1996
- France : dernier des essais nucléaires français souterrains à l'atoll de Fangataufa.
- Niger : coup d’État du colonel Ibrahim Baré Maïnassara.

### Lundi29 janvier 1996
- Québec : le gouvernement Bouchard est assermenté. Cinq ministres du gouvernement Parizeau, dont Jean Garon et Jeanne Blackburn en sont exclus. Parmi les ministres du cabinet, il faut citer Bernard Landry (Finances), Pauline Marois (Éducation), Jean Rochon (Santé), Guy Chevrette (Ressources naturelles), Sylvain Simard (Relations internationales), Louise Harel (Emploi et Condition féminine), Matthias Rioux (Travail) et André Boisclair (Relations avec les citoyens).

### Mercredi31 janvier 1996
- Diffusion du dernier épisode de Dragon Ball Z

## Naissances en janvier 1996
- 1er janvier : Mahmoud Dahoud, footballeur germano-syrien.
- 2 janvier : Ferdinand Omanyala, athlète kenyan.
- 3 janvier : Florence Pugh, actrice britannique.
- 4 janvier : Emma Mackey, actrice franco-britannique.
- 5 janvier : 
  - Tino Kadewere, footballeur zimbabwéen.
  - Luka Mkheidze, judoka français.
- 6 janvier : Mo Hamicha, kick-boxeur néerlandais.
- 7 janvier : Soufiane el-Bakkali, athlète marocain.
- 11 janvier :
  - Leroy Sané, footballeur allemand.
- 13 janvier : Tyler Henry, medium américain, vedette de téléréalité.
- 16 janvier : Jennie Kim, chanteuse de K-Pop et rappeuse sud-coréenne membre du girl group BLACKPINK.
- 21 janvier : 
  - Marco Asensio, footballeur espagnol.
  - Cristian Pavón, footballeur argentin.
- 22 janvier : 
  - Thomas Mahé, informaticien français.
- 23 janvier : 
  - Ruben Loftus-Cheek, footballeur anglais.
  - María Pedraza, actrice espagnole.
- 26 janvier : Hwang Hee-chan, footballeur sud-coréen.
- 27 janvier : Squeezie, youtubeur français.
- 30 janvier :
  - Dorsaf Gharsi, lutteuse tunisienne.
  - Floriane Gnafoua, athlète française.
  - Emma Jørgensen, kayakiste danoise.
- 31 janvier : Master KG, Musicien et producteur de musique sud-africain.

## Décès en janvier 1996
- 6 janvier : Duane Hanson, sculpteur américain (° 17 janvier 1925).
- 8 janvier : François Mitterrand, ancien président de la République française (° 26 octobre 1916) et Paul Vialar.
- 13 janvier : Denise Grey, comédienne française (° 17 septembre 1896).
- 17 janvier : Richard Baquié, sculpteur français  (° 1er mai 1952).
- 28 janvier : Jerry Siegel, auteur de bande-dessinée, père de « Superman » (° 17 octobre 1914).